# Илија Стојановић
Професор Др Илија Стојановић (Оточац, 31. август 1924 — Београд, 24. јануар 2007) био је редовни професор универзитета и академик, српски научник, стручњак за телекомуникације. Једна од најугледнијих личности у српским телекомуникацијама у другој половини двадесетог века.

## Биографија
Рођен је у Оточцу у Лици. Школовао се у Госпићу и Београду. Дипломирао на електротехничком факултету у Београду 1951. Одмах је изабран за асистента да би 1957 одбранио докторску дисертацију, када је и постао доцент. Ванредни професор је постао 1962, а редовни 1971. Био је оснивач и шеф катедре за телекомуникације две деценије а био је и управник Завода за телекомуникације, рачунарску технику и информатику.

## Академија наука
За дописног члана српске академије наука изабран је 1985, а неколико година касније за редовног.

## Организације и пројекти
У Међународнoј унији за телекомуникације је године 1984. председавао Комитету за планирање ФМ радиодифузије. Следеће године је изабран за председника светске конференције за коришћење геостационарне сателитске орбите.
За председника 16. Пленарног заседања ЦЦИР-а а 1987 је постао председник Панела експерата за будућу и организацију ИФРБ (International Frequency Registration Board)
Bio je kључни носилац пројекта увођења мобилне телефоније у Србији.
Био је иницијатор оснивања Телфора и председник Програмског одбора до последњег дана.

## Уџбеник
Његова књига „Основи телекомуникација“ је доживела осам издања и данас се сматра незаменљивим штивом за студенте телекомуникација.

## Одликовања
Одликован је:
- Орденом заслуга за народ са сребрним крацима (1975)
- Орден Републике са сребрним венцим (1978)
- Седмојулска награда за 1970.
- Награда РТВ Београд за најбоље научно дело из телекомуникација (два пута)
- Награда ЕТАН за најбољи рад у области телекомуникација (два пута)

## Награда „Проф. др Илија Стојановић“
Награда „Проф. др Илија Стојановић“ је уведена 2007. године. Награда се додељује за допринос развоју телекомуникација. Награду додељује Фондација Теленор, студентима чији су радови на ТЕЛФОР-у, у оквиру студентске секције, проглашени за најбоље. Награда се додељује на дан оснивања Електротехичког факултета у Београду